# Ksantin oksidaza
Ksantin oksidaza je enzim koji katalizira kemijsku reakciju pretvorbe hipoksantina u ksantin, te dalje ksantina u uričnu kiselinu.
Enzim kod čovjeka i drugih vrsta je važan u razgradnji purina.
Ksantinurija je rijedak genetički poremećaj u kojem zbog nedostatka ovog enzima dolazi do povećane koncentracije ksantina u krvi što može dovesti do oštečenja bubrega.
Inhibitori ovog enzima, kao što su alopurinol, oksipurinol služe u liječenju hiperuricemije.